# 新兵進行曲
《新兵進行曲》，2010年台灣綜藝節目，由和展影視製作、民視監製及首播，是以民視偶像劇《新兵日記》及《新兵日記之特戰英雄》演員群為固定班底的綜藝節目。於2010年8月23日至2012年5月11日，每星期一至五晚間七點半至八點整（中原標準時間）播出。開播時由姚元浩、劉香慈、阿龐、林道遠、錢君仲共同主持，而後由於錢君仲腳受傷與劉香慈拍戲之故，自156集及218集起改由艾成與王瞳擔任主持人，節目片頭動畫也順應改版。首集收視率高達4.44%（約202.3萬人正在收看）。

## 播出時間

### 首播
| 頻道                            | 國家     | 播映日期                     | 播出時間            |
| ------------------------------- | -------- | ---------------------------- | ------------------- |
| 民視無線台 （數位頻道同步播出） | 中華民國 | 2010年8月23日至2012年5月11日 | 週一～週五19:30播出 |

### 重播
| 頻道                            | 國家     | 播映日期                     | 播出時間             |
| ------------------------------- | -------- | ---------------------------- | -------------------- |
| 民視無線台 （數位頻道同步播出） | 中華民國 | 2010年8月24日至2012年5月12日 | 週一～週五05：30播出 |

## 主持人介紹

### 現任主持
| 主持人 | 人物簡介     | 日期             | 集數                   |
| 阿龐   | 義務役班長。 | 2010年8月23日起  | 第1集至今              |
| 林道遠 | 班兵。       | 2010年8月23日起  | 第1集至今              |
| 艾成   | 班兵。       | 2011年3月26日起  | 第156集至2022年8月17日 |
| [[]]   | 班兵。       | 2011年 6月22日起 | 第218集至今            |

### 歷任主持
| 主持人 | 人物簡介     | 日期                          | 集數            |
| 劉香慈 | 士官督導長。 | 2010年8月23日- 2011年 6月21日 | 第1集到 第217集 |
| 錢君仲 | 班兵。       | 2010年8月23日- 2011年3月25日  | 第1集到 第155集 |
| 姚元浩 | 少尉排長。   | 2010年8月23- 2011年3月26日    | 第1集到 第156集 |

### 固定班底主持
| 主持人         | 人物簡介 |
| 李興文         | 32歲（在新兵日記第6章中透露已有40餘歲），後備九〇四旅步一營步一連上尉連長。恪守訓練準則，強調人性管理，是位現代模範軍人。原為士官班長，後來報考陸軍官校轉任軍官（有接續《大兵日記》角色的意味）。自嘲因為把一名將軍之子操倒，導致成為全中華民國最老的連長。孫安邦的出現，讓他重燃『軍人魂』的使命，立志在退伍前將經手的新兵，訓練成保家衛國的精實軍人。                                                                                                 |
| 趙駿亞         | 21歲，後備九〇四旅步一營步一連第二排第六班志願役中士班長。帶兵嚴格、面冷心熱，會主動了解並解決班兵的問題。於23章中，順利考上「插大」（插班大學）。與理髮師小柔有曖昧情愫。建制傘訓中心，任務借調成功嶺，後回傘訓中心，並進入反恐連。 |
| 黃荻鈞         | 23歲（在新兵日記第5章余善仁的『情資冊』中記為26歲），後備九〇四旅步一營中尉（於第7章中，出席開訓暨受槍典禮，領章誤掛為少尉軍階）政戰官。漂亮有愛心、個性獨立自主，在第1章見到孫安邦後，對其頗為欣賞與喜歡。為勝男的好友，經常慫恿勝男與羅剛或余善仁交往。 |
| 林若亞         | 25歲（在余善仁的『情資冊』中記為26歲），少尉醫官。家中富有，嚮往軍旅生活，因父母反對，遂選擇就讀國防醫學院（自費生）以達成自己的夢想，是位善良溫柔的女孩。 |
| 傅子純         | 21歲，綽號「土筍」、「海書生」（新兵日記第1章中被余善仁班長稱呼），自稱「彼特楊」，後備九〇四旅步一營步一連第二排第五班入伍生，林博文的好友。家境富裕，但相當花心。個性開朗大方、為人豪氣，喜歡在團體中居於領導地位。由於爭取受槍代表失利，因此認定羅剛的選任，是因為孫安邦的關係，故對羅剛懷有芥蒂；然則兩人的心結，隨著相互的熟稔逐步化解。但因吳勇失竊事件，兩人關係再度緊張。與國小同學，在全家便利商店工作的玉婷交往中。新訓結束後自願加入特戰部隊 |
| 唐豐           | 21歲，幼年時期家人稱為「小剛」，後備九〇四旅步一營步一連第二排第五班入伍生，孫安邦的親弟弟。個性孤僻沉默寡言，但富有正義感、樂於助人；對於賴虎更是十分照顧。由於父母親離異造就種種問題，因此對安邦及母親有極深的誤會 |
| 陳德烈         | 21歲，自稱「情聖」，後備九〇四旅步一營步一連第二排第五班入伍生，楊海生的好友。博文反對女友田欣進入演藝圈，因而兩人爭執不斷。於27章中，因無法承受與田欣分手的事實，意圖跳樓自殺，幸得孫安邦所救。痊癒後重新參與「決戰一八八高地」的拍攝工作，藉此也明白田欣當藝人的辛苦，並逐步化解與田欣的僵持關係。 |
| 錢君仲         | 20歲，綽號「大同寶寶」，後備九〇四旅步一營步一連第二排第五班入伍生，營站福利社紅姐之子，但為了避嫌，這層關係一直隱瞞到第14章才曝光。人看似憨厚，其實有點賊，每每緊張時會嚴重結巴(其他時候不會口吃太嚴重)。擅長口技，喜歡藉此捉弄同梯弟兄。與賴虎、吳勇、添彬組成了「天兵F4」；更被余班長封為是「天兵團團長」。由於紅姐認識特戰長官，認定會被關照，因此自願加入特戰部隊。                                                                                |
| 夏政峰         | 20歲（在新兵日記第18章吳勇之父說他為19歲），綽號「巴隆」，後備九〇四旅步一營步一連第二排第五班入伍生，個性單純、愛唱歌、瘋狂愛當兵的原住民。 |
| 阿竿           | 20歲，綽號「天兵」，後備九〇四旅步一營步一連第二排第五班入伍生。原本排斥當兵，但在軍中遇到一起共患難的同袍，使得原本要被「驗退」（體格檢查後確認體位不符資格，免服兵役）的他，堅持要和大家一起當完兵。與賴虎、大同、吳勇組成了「天兵F4」。原為了組團而加入特戰部隊，但由於有夢遊症的病史，因此只得放棄。不過最後仍因為抽籤抽到「六0一旅食勤兵」而得已進入特戰部隊(六0一旅為陸軍航特部)。                                                                |
| 潘柏希         | 22歲，後備九〇四旅步一營步一連第二排第五班入伍生，故事中的日記男（旁白）。個性單純，但從小身體不好且體能差，一心想圓父親對他年幼時的期許，成為一名職業軍人（簽志願役）並加入特戰部隊，但得不到父親的贊同，最終以實力證明而獲得父親的同意。 |
| 陳柏翰         | 20歲，綽號「阿猴」，後備九〇四旅步一營步一連第二排第五班入伍生，與第五班班兵們十分要好。 |
| 浩角翔起－浩子 | 20歲，綽號「老鼠」和「浩子」，後備九〇四旅步一營步一連第二排第五班入伍生。為了逃婚而跑來當兵，頗不得父親諒解 |
| 浩角翔起－阿翔 | 20歲，綽號「順子」，後備九〇四旅步一營步一連第二排第五班入伍生，號稱「順你意公司」的CEO。家境窮困，父親正住院中，且為了供讀小妹讀大學，因此養成小氣又愛貪小便宜的個性；常推銷物品給同梯弟兄，其中尤以賣「癢癢粉」給地球，惹起第五班公憤因而招致孤立。 |

## 節目單元

### 2010年
新兵進行曲 2010-08-23 主持：姚元浩 劉香慈 阿龐 林道遠 錢君仲 來賓：花花 葉家妤 阿竿 傅子純 夏政峰 艾成 江俊翰
新兵進行曲 2010-08-24 主持：姚元浩 劉香慈 阿龐 林道遠 錢君仲 來賓：阿竿 傅子純 夏政峰
新兵進行曲 2010-08-25 主持：姚元浩 劉香慈 阿龐 林道遠 錢君仲 來賓：艾成 阿竿 夏政峰 米漿 江俊翰 鄭仲茵
新兵進行曲 2010-08-26 主持：姚元浩 劉香慈 阿龐 林道遠 錢君仲 來賓：艾成 阿竿 葉家妤 夏政峰 黃荻鈞
新兵進行曲 2010-08-27 主持：姚元浩 劉香慈 阿龐 林道遠 錢君仲 來賓：艾成 阿竿 葉家妤 夏政峰 潘佩莉
新兵進行曲 2010-08-31 主持：姚元浩 劉香慈 阿龐 林道遠 錢君仲 來賓：張芯瑜 張文綺
新兵進行曲 2010-08-30 主持：姚元浩 劉香慈 阿龐 林道遠 錢君仲 來賓：爆爆 阿竿 夏政峰
新兵進行曲 2010-09-01 主持：姚元浩 劉香慈 阿龐 林道遠 錢君仲 來賓：葉家妤 夏政峰
新兵進行曲 2010-09-02 主持：姚元浩 劉香慈 阿龐 林道遠 錢君仲 來賓：杜詩梅、蘇晏霈
新兵進行曲 2010-09-03 主持：姚元浩 劉香慈 阿龐 林道遠 錢君仲 來賓：夏政峰 阿竿 艾成
新兵進行曲 2010-09-06 主持：姚元浩 劉香慈 阿龐 林道遠 錢君仲 來賓：蝴蝶姐姐 祝釩剛
新兵進行曲 2010-09-07 主持：姚元浩 劉香慈 阿龐 林道遠 錢君仲 來賓：阿竿、地球
新兵進行曲 2010-09-08 主持：姚元浩 劉香慈 阿龐 林道遠 錢君仲 來賓：夏政峰 艾成 祝釩剛
新兵進行曲 2010-09-09 主持：姚元浩 劉香慈 阿龐 林道遠 錢君仲 來賓：陳怡婷 地球 阿竿
新兵進行曲 2010-09-10 主持：姚元浩 劉香慈 阿龐 林道遠 錢君仲 來賓：艾成 葉家妤 夏政峰
新兵進行曲 2010-09-13 主持：姚元浩 劉香慈 阿龐 林道遠 錢君仲 來賓：蘇晏霈 阿竿 唐豐
新兵進行曲 2010-09-14 主持：姚元浩 劉香慈 阿龐 林道遠 錢君仲 來賓：張文綺 郭婷筠
新兵進行曲 2010-09-15 主持：姚元浩 劉香慈 阿龐 林道遠 錢君仲 來賓：王尹平 夏政峰
新兵進行曲 2010-09-16 主持：姚元浩 劉香慈 阿龐 林道遠 錢君仲 來賓：艾成 葉家妤
新兵進行曲 2010-09-20 主持：姚元浩 劉香慈 阿龐 林道遠 錢君仲 來賓：翁子麒 柯念萱 趙駿亞
新兵進行曲 2010-09-17 主持：姚元浩 劉香慈 阿龐 林道遠 錢君仲 來賓：錢柏渝 唐豐
新兵進行曲 2010-09-21 主持：姚元浩 劉香慈 阿龐 林道遠 錢君仲 來賓：Makiyo 艾成
新兵進行曲 2010-09-22 主持：姚元浩 劉香慈 阿龐 林道遠 錢君仲 來賓：葉家妤 地球
新兵進行曲 2010-09-23 主持：姚元浩 劉香慈 阿龐 林道遠 錢君仲 來賓：郭婷筠 蔡佳麟 夏政峰
新兵進行曲 2010-09-24 主持：姚元浩 劉香慈 阿龐 林道遠 錢君仲 來賓：黑澀會瑤瑤 張芯瑜
新兵進行曲 2010-09-27 主持：姚元浩 劉香慈 阿龐 林道遠 錢君仲 來賓：米可白 夏政峰
新兵進行曲 2010-09-28 主持：姚元浩 劉香慈 阿龐 林道遠 錢君仲 來賓：阿竿 艾成 葉家妤
新兵進行曲 2010-09-29 主持：姚元浩 劉香慈 阿龐 林道遠 錢君仲 來賓：小鐘 黃荻鈞
新兵進行曲 2010-09-30 主持：姚元浩 劉香慈 阿龐 林道遠 錢君仲 來賓：鍋貼妹 潘柏希
新兵進行曲 2010-10-01 主持：姚元浩 劉香慈 阿龐 林道遠 錢君仲 來賓：祝釩剛 徐小可
新兵進行曲 2010-10-04 主持：姚元浩 劉香慈 阿龐 林道遠 錢君仲 來賓：黃荻鈞 Stacy 
新兵進行曲 2010-10-05 主持：姚元浩 劉香慈 阿龐 林道遠 錢君仲 來賓：王思佳 阿竿
新兵進行曲 2010-10-06 主持：姚元浩 劉香慈 阿龐 林道遠 錢君仲 來賓：湘瑩 傅子純
新兵進行曲 2010-10-07 主持：姚元浩 劉香慈 阿龐 林道遠 錢君仲 來賓：宋新妮 艾成
新兵進行曲 2010-10-08 主持：姚元浩 劉香慈 阿龐 林道遠 錢君仲 來賓：李妍瑾 夏政峰
新兵進行曲 2010-10-11 主持：姚元浩 劉香慈 阿龐 林道遠 錢君仲 來賓：中國娃娃 阿竿
新兵進行曲 2010-10-12 主持：姚元浩 劉香慈 阿龐 林道遠 錢君仲 來賓：光良 艾成
新兵進行曲 2010-10-13 主持：姚元浩 劉香慈 阿龐 林道遠 錢君仲 來賓：馬國畢 丫子
新兵進行曲 2010-10-14 主持：姚元浩 劉香慈 阿龐 林道遠 錢君仲 來賓：丫頭 艾成
新兵進行曲 2010-10-15 主持：姚元浩 劉香慈 阿龐 林道遠 錢君仲 來賓：艾成 民雄 曹雅雯
新兵進行曲 2010-10-18 主持：姚元浩 劉香慈 阿龐 林道遠 錢君仲 來賓：吳淑敏 大錢(錢君銜)
新兵進行曲 2010-10-19 主持：姚元浩 劉香慈 阿龐 林道遠 錢君仲 來賓：丁小芹 唐從聖
新兵進行曲 2010-10-20 主持：姚元浩 劉香慈 阿龐 林道遠 錢君仲 來賓：小薰 馬國賢
新兵進行曲 2010-10-21 主持：姚元浩 劉香慈 阿龐 林道遠 錢君仲 來賓：錢帥君 阿竿
新兵進行曲 2010-10-22 主持：姚元浩 劉香慈 阿龐 林道遠 錢君仲 來賓：張克帆 洪棠
新兵進行曲 2010-10-25 主持：姚元浩 劉香慈 阿龐 林道遠 錢君仲 來賓：洪都拉斯 謝忻
新兵進行曲 2010-10-26 主持：姚元浩 劉香慈 阿龐 林道遠 錢君仲 來賓：郭世倫 殷琦
新兵進行曲 2010-10-27 主持：姚元浩 劉香慈 阿龐 林道遠 錢君仲 來賓：王中平 巧克力
新兵進行曲 2010-10-28 主持：姚元浩 劉香慈 阿龐 林道遠 錢君仲 來賓：曹雅雯 蔡佳麟
新兵進行曲 2010-10-29 主持：姚元浩 劉香慈 阿龐 林道遠 錢君仲 來賓：何妤玟 潘柏希
新兵進行曲 2010-11-01 主持：姚元浩 劉香慈 阿龐 林道遠 錢君仲 來賓：陳子強
新兵進行曲 2010-11-02 主持：姚元浩 劉香慈 阿龐 林道遠 錢君仲 來賓：薇琪
新兵進行曲 2010-11-03 主持：姚元浩 劉香慈 阿龐 林道遠 錢君仲 來賓：麻衣 艾成
新兵進行曲 2010-11-04 主持：姚元浩 劉香慈 阿龐 林道遠 錢君仲 來賓：左永寧 Gigi
新兵進行曲 2010-11-05 主持：姚元浩 劉香慈 阿龐 林道遠 錢君仲 來賓：白家綺 葉家妤
新兵進行曲 2010-11-08 主持：姚元浩 劉香慈 阿龐 林道遠 錢君仲 來賓：何豪傑 黃荻鈞
新兵進行曲 2010-11-09 主持：姚元浩 劉香慈 阿龐 林道遠 錢君仲 來賓：林秀琴 郭彥甫
新兵進行曲 2010-11-10 主持：姚元浩 劉香慈 阿龐 林道遠 錢君仲 來賓：Lollipop F
新兵進行曲 2010-11-11 主持：姚元浩 劉香慈 阿龐 林道遠 錢君仲 來賓：劉伊心 陳德烈
新兵進行曲 2010-11-12 主持：姚元浩 劉香慈 阿龐 林道遠 錢君仲 來賓：劉曉憶
新兵進行曲 2010-11-15 主持：姚元浩 劉香慈 阿龐 林道遠 錢君仲 來賓：洪詩 柯以柔
新兵進行曲 2010-11-16 主持：姚元浩 劉香慈 阿龐 林道遠 錢君仲 來賓：包偉銘
新兵進行曲 2010-11-17 主持：姚元浩 劉香慈 阿龐 林道遠 錢君仲 來賓：蔣偉文
新兵進行曲 2010-11-18 主持：姚元浩 劉香慈 阿龐 林道遠 錢君仲 來賓：小馬
新兵進行曲 2010-11-19 主持：姚元浩 劉香慈 阿龐 林道遠 錢君仲 來賓：唐玲 夏政峰
新兵進行曲 2010-11-22 主持：姚元浩 劉香慈 阿龐 林道遠 錢君仲 來賓：瑪格莉特 張兆志
新兵進行曲 2010-11-23 主持：姚元浩 劉香慈 阿龐 林道遠 錢君仲 來賓：Junior
新兵進行曲 2010-11-24 主持：姚元浩 劉香慈 阿龐 林道遠 錢君仲 來賓：黃靖倫 曹雅雯
新兵進行曲 2010-11-25 主持：姚元浩 劉香慈 阿龐 林道遠 錢君仲 來賓：張政雄 薛珮潔
新兵進行曲 2010-11-26 主持：姚元浩 劉香慈 阿龐 林道遠 錢君仲 來賓：江志豐 張秀卿
新兵進行曲 2010-11-29 主持：姚元浩 劉香慈 阿龐 林道遠 錢君仲 來賓：謝麗金 宋逸民
新兵進行曲 2010-11-30 主持：姚元浩 劉香慈 阿龐 林道遠 錢君仲 來賓：鄭仲茵
新兵進行曲 2010-12-01 主持：姚元浩 劉香慈 阿龐 林道遠 錢君仲 來賓：江美琪
新兵進行曲 2010-12-02 主持：姚元浩 劉香慈 阿龐 林道遠 錢君仲 來賓：丁小芹
新兵進行曲 2010-12-03 主持：姚元浩 劉香慈 阿龐 林道遠 錢君仲 來賓：況明潔
新兵進行曲 2010-12-06 主持：姚元浩 劉香慈 阿龐 林道遠 錢君仲 來賓：唐豐 王思佳
新兵進行曲 2010-12-07 主持：姚元浩 劉香慈 阿龐 林道遠 錢君仲 來賓：艾成
新兵進行曲 2010-12-08 主持：姚元浩 劉香慈 阿龐 林道遠 錢君仲 來賓：丫子 李妍瑾
新兵進行曲 2010-12-09 主持：姚元浩 劉香慈 阿龐 林道遠 錢君仲 來賓：浩角翔起
新兵進行曲 2010-12-10 主持：姚元浩 劉香慈 阿龐 林道遠 錢君仲 來賓：陳子強
新兵進行曲 2010-12-13 主持：姚元浩 劉香慈 阿龐 林道遠 錢君仲 來賓：張克帆 張文綺
新兵進行曲 2010-12-14 主持：姚元浩 劉香慈 阿龐 林道遠 錢君仲 來賓：王識賢
新兵進行曲 2010-12-15 主持：姚元浩 劉香慈 阿龐 林道遠 錢君仲 來賓：徐至琦 郭鑫
新兵進行曲 2010-12-16 主持：姚元浩 劉香慈 阿龐 林道遠 錢君仲 來賓：夏政峰 白家綺
新兵進行曲 2010-12-17 主持：姚元浩 劉香慈 阿龐 林道遠 錢君仲 來賓：翁子麒 柯念萱
新兵進行曲 2010-12-20 主持：姚元浩 劉香慈 阿龐 林道遠 錢君仲 來賓：徐小可 林智賢
新兵進行曲 2010-12-21 主持：姚元浩 劉香慈 阿龐 林道遠 錢君仲 來賓：芭比 中國娃娃
新兵進行曲 2010-12-22 主持：姚元浩 劉香慈 阿龐 林道遠 錢君仲 來賓：麻衣 小優
新兵進行曲 2010-12-23 主持：姚元浩 劉香慈 阿龐 林道遠 錢君仲 來賓：曹雅雯 阿Ben
新兵進行曲 2010-12-24 主持：姚元浩 劉香慈 阿龐 林道遠 錢君仲 來賓：鍾欣怡
新兵進行曲 2010-12-27 主持：姚元浩 劉香慈 阿龐 林道遠 錢君仲 來賓：沈世朋 兵家綺
新兵進行曲 2010-12-29 主持：姚元浩 劉香慈 阿龐 林道遠 錢君仲 來賓：黃荻鈞 艾成
新兵進行曲 2010-12-28 主持：姚元浩 劉香慈 阿龐 林道遠 錢君仲 來賓：Apple 黑澀會瑤瑤
新兵進行曲 2010-12-30 主持：姚元浩 劉香慈 阿龐 林道遠 錢君仲 來賓：湘瑩 左永寧
新兵進行曲 2010-12-31 主持：姚元浩 劉香慈 阿龐 林道遠 錢君仲 來賓：王彩樺

### 2012年
- 由AGB尼爾森調查，調查範圍是四歲以上收看電視之觀眾。
- 資料來源：凱絡媒體週報

## 外部連結
- （繁體中文）民視《新兵進行曲》官方網站 （页面存档备份，存于）
- （繁體中文）民視《新兵進行曲》官方討論區[永久]
- （繁體中文）民視《新兵進行曲》官方Facebook

## 作品的變遷
| 民視無線台 週一至週五19:30～20:00 | 民視無線台 週一至週五19:30～20:00     | 民視無線台 週一至週五19:30～20:00 |
| --------------------------------- | ------------------------------------- | --------------------------------- |
|                                   | 新兵進行曲 （2010.08.23－2012.05.11） |                                   |
| 雙囍俱樂部                        | 天天有樂町 （2012.05.14－2013.07.10） |                                   |